# Россмор (Каліфорнія)
Россмор (англ. Rossmoor) — переписна місцевість (CDP) в США, в окрузі Орандж штату Каліфорнія. Населення — 10 625 осіб (2020).

## Географія
Россмор розташований за координатами 33°47′19″ пн. ш. 118°4′49″ зх. д. / 33.78861° пн. ш. 118.08028° зх. д. (33.788604, -118.080390). За даними Бюро перепису населення США в 2010 році переписна місцевість мала площу 3,98 км², уся площа — суходіл.

## Демографія
Згідно з переписом 2010 року, у переписній місцевості мешкали 10 244 особи в 3631 домогосподарстві у складі 2920 родин. Густота населення становила 2572 особи/км². Було 3710 помешкань (931/км²).
Расовий склад населення:
| - 84,8 % — білих - 8,2 % — азіатів - 0,8 % — чорних або афроамериканців - 0,4 % — корінних американців - 0,3 % — вихідців з тихоокеанських островів - 1,6 % — осіб інших рас |

До двох чи більше рас належало 3,9 %. Частка іспаномовних становила 11,5 % від усіх жителів.
За віковим діапазоном населення розподілялося таким чином: 24,9 % — особи молодші 18 років, 57,8 % — особи у віці 18—64 років, 17,3 % — особи у віці 65 років та старші. Медіана віку мешканця становила 45,5 року. На 100 осіб жіночої статі у переписній місцевості припадало 92,4 чоловіків; на 100 жінок у віці від 18 років та старших — 90,0 чоловіків також старших 18 років.
Середній дохід на одне домашнє господарство становив 146 063 долари США (медіана — 114 677), а середній дохід на одну сім'ю — 161 087 доларів (медіана — 136 917). Медіана доходів становила 106 563 долари для чоловіків та 82 917 доларів для жінок. За межею бідності перебувало 2,9 % осіб, у тому числі 1,8 % дітей у віці до 18 років та 3,3 % осіб у віці 65 років та старших.
Цивільне працевлаштоване населення становило 5005 осіб. Основні галузі зайнятості: освіта, охорона здоров'я та соціальна допомога — 22,5 %, науковці, спеціалісти, менеджери — 13,6 %, виробництво — 10,3 %, роздрібна торгівля — 9,2 %.